# Hotel McAlpin
El Hotel McAlpin es un edificio histórico en Herald Square, en la esquina de Broadway y 34th Street en Manhattan, Nueva York. Actualmente funciona como un edificio de apartamentos conocido como Herald Towers.

## Historia
El Hotel McAlpin fue construido en 1912 por el general Edwin A. McAlpin, hijo de David Hunter McAlpin. Cuando abrió era el hotel más grande del mundo. Fue diseñado por el célebre arquitecto Frank Mills Andrews. Andrews también fue presidente de Greeley Square Hotel Company, que operó el hotel por primera vez.
La construcción del Hotel McAlpin estuvo a punto de completarse a fines de 1912, por lo que el hotel tuvo una jornada de puertas abiertas el 29 de diciembre. El hotel más grande del mundo en ese momento, The New York Times comentó que era tan alto en 25 pisos que “parece aislado de otros edificios” Con una plantilla de 1500 empleados, el hotel podía acomodar a 2500 huéspedes. Fue construido a un costo de 13,5 millones de dólares (426 millones hoy). El piso superior tenía un baño turco y había dos pisos específicos para cada género; las mujeres que se registran en el hotel pueden reservar una habitación en el piso exclusivo para mujeres y pasar por alto el vestíbulo y registrarse directamente en su propio piso. Un piso, apodado el "16 somnoliento", fue diseñado para los trabajadores nocturnos, de modo que se mantuviera en silencio durante el día. También albergaba una agencia de viajes.
El hotel experimentó una expansión media década después. Los propietarios habían comprado 15 m adicionales de fachada en la calle 34 dos años antes y procedieron a desmantelar esas propiedades. La nueva adición tenía la misma altura que el edificio original de 25 pisos y se esperaba que proporcionara 200 habitaciones adicionales, cuatro ascensores más y un gran salón de baile. En 1928 se completó una importante remodelación con un costo de 2,1 millones de dólares para renovar las habitaciones, instalar baños modernos y actualizar los ascensores.
La familia McAlpin vendió el hotel en 1938 a Jamlee Hotels, encabezado por Joseph Levy, presidente de Crawford Cloths, un destacado inversor inmobiliario en Nueva York por 5 400 000 dólares. Según los informes, Jamlee invirtió 1 760 000 dólares adicionales en renovaciones. Durante la propiedad de Jamlee, el hotel fue administrado por la cadena de hoteles Knott hasta 1952, cuando Tisch se hizo cargo de la administración. El 15 de octubre de 1954, Jamlee vendió el hotel a Sheraton Hotels por 9 millones de dólares y fue rebautizado como Sheraton-McAlpin. Sheraton renovó por completo el hotel cinco años después y lo rebautizó como Sheraton-Atlantic Hotel el 8 de octubre de 1959. Sheraton vendió el hotel a la sociedad inversora de Sol Goldman y Alexander DiLorenzo el 28 de julio de 1968 por 7,5 millones de dólares y volvió al nombre de Hotel McAlpin. Sheraton volvió a adquirir brevemente el hotel en 1976, a través de un incumplimiento de los compradores, y lo vendió rápidamente al desarrollador William Zeckendorf, Jr., quien convirtió McAlpin en 700 apartamentos de alquiler. 
Durante la burbuja inmobiliaria, el edificio intentó convertirse en condominios, pero finalmente fracasó. Actualmente es un edificio de alquiler conocido como Herald Towers.

## Hechos notables
En la víspera de Navidad de 1916, Harry K. Thaw, exesposo de Evelyn Nesbit y el asesino de Stanford White, atacó a Fred Gump, Jr., de 19 años, en una gran suite en el piso 18. Thaw había atraído a Gump a Nueva York con la promesa de un trabajo, pero en cambio lo agredió sexualmente y lo golpeó repetidamente con un robusto látigo hasta que quedó cubierto de sangre. Según The New York Times, Thaw había alquilado dos habitaciones a cada lado de su suite para amortiguar los gritos. Al día siguiente, el guardaespaldas de Thaw llevó a Gump al acuario y al zoológico antes de que el niño lograra escapar. El padre de Gump demandó a Thaw por 650 000 dólares por las "grandes indignidades" que sufrió su hijo. Finalmente se resolvió fuera de los tribunales.

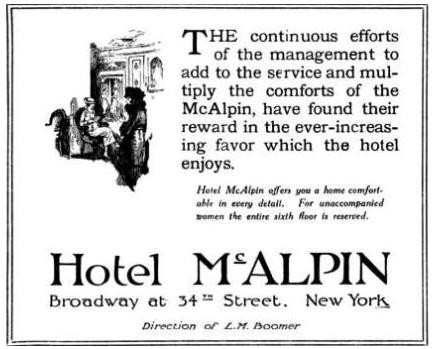
1920 Anuncio del Hotel McAlpin en la revista Wellesley Alumnae Quarterly

En 1920, The McAlpin presentó lo que pudo haber sido la primera transmisión desde un hotel de Nueva York. El Cuerpo de Señales del Ejército arregló la transmisión de la cantante Luisa Tetrazzini desde su habitación en el hotel. Tetrazzinifue una soprano de coloratura lírica italiana que tuvo una enorme popularidad en Estados Unidos entre las décadas de 1900 y 1920. Varios platos llevan su nombre, se desconoce el origen del plato “Tetrazzini”, pero varios artículos de periódicos lo atribuyen a un famoso chef (sin nombre) de la ciudad de Nueva York. Luisa Tetrazzini supuestamente le dio su receta de "Spaghetti Tetrazzini" a Louis Paquet, chef ejecutivo del hotel McAlpin en Herald Square en la ciudad de Nueva York. Posteriormente, Luisa Tetrazzini tomaría lecciones de cocina del chef Louis Paquet del hotel McAlpin sobre cómo hacer su Spaghetti Tetrazzini antes de embarcarse en una de sus giras de conciertos.
En 1922, McAlpin se convirtió en uno de los primeros hoteles en conectar radios de barco a tierra en su sistema telefónico. Más tarde, el hotel sería el primer hogar de la estación de radio WMCA y le daría las letras de identificación en 1925.
En 1947, Jackie Robinson, un residente que vivía en el piso 11, recibió aquí la llamada telefónica de los Brooklyn Dodgers que cambiaría a Estados Unidos para siempre al ser el primer jugador afroamericano en las Grandes Ligas de Béisbol.
De 1969 a 1975 (excepto 1973), el hotel fue sede del Campeonato Nacional de Ajedrez de Escuelas Secundarias de Estados Unidos, organizado por el prolífico promotor de ajedrez Bill Goichberg.

## Parrilla marina
El Marine Grill del hotel fue considerado uno de los interiores más inusuales de la ciudad de Nueva York debido a "una gruta expansiva de terracota policromada diseñada por el artista Frederick Dana Marsh". El propietario del edificio había cerrado el restaurante y los conservacionistas históricos estaban preocupados por el futuro de la obra de arte. Sus peores temores se hicieron realidad cuando Susan Tunick, presidenta del grupo sin fines de lucro Friends of Terra Cotta, vio contenedores de basura afuera del hotel llenos de fragmentos de los murales. Los esfuerzos de rescate finalmente tuvieron éxito cuando los murales se volvieron a montar bajo la supervisión del Programa de Arte para el Tránsito de la MTA en la entrada de William Street a la estación Calle Fulton/Broadway–Calle Nassau.